# Championnat du monde masculin de cyclisme contre-la-montre
Le championnat du monde du contre-la-montre est organisé tous les ans dans le cadre des championnats du monde de cyclisme sur route. Introduit en 1994 par l'Union Cycliste Internationale (UCI), l'instance dirigeante du cyclisme mondial, l'événement se compose d'un contre-la-montre individuel sur une distance d'environ 45 kilomètres sur un terrain plat ou vallonné. Les coureurs prennent le départ de l'épreuve séparés par des intervalles de deux minutes et celui qui termine le parcours dans le temps le plus court est désigné vainqueur. Il gagne ainsi le droit de porter le maillot arc-en-ciel sur les épreuves de contre-la-montre individuel (dont les prologues) jusqu'aux mondiaux suivants.
Le Suisse Fabian Cancellara (2006, 2007, 2009 et 2010) et l'Allemand Tony Martin (2011, 2012, 2013 et 2016) ont remporté le plus de fois l'épreuve, avec quatre victoires. L'Australien Michael Rogers (2003, 2004 et 2005) a quant à lui remporté trois victoires consécutives. L'Allemand Michael Rich qui a terminé deuxième à trois reprises, est le coureur le plus médaillé à ne jamais avoir remporté l'épreuve, avec un total de quatre médailles. Avec trois médailles de bronze, Cancellara détient également le record de troisièmes places. Avec sept victoires, les cyclistes allemands sont les plus titrés. Ils devancent les cyclistes suisses et leurs cinq titres et les Australiens avec quatre victoires. Le champion du monde actuel est le Belge Remco Evenepoel.

## Histoire

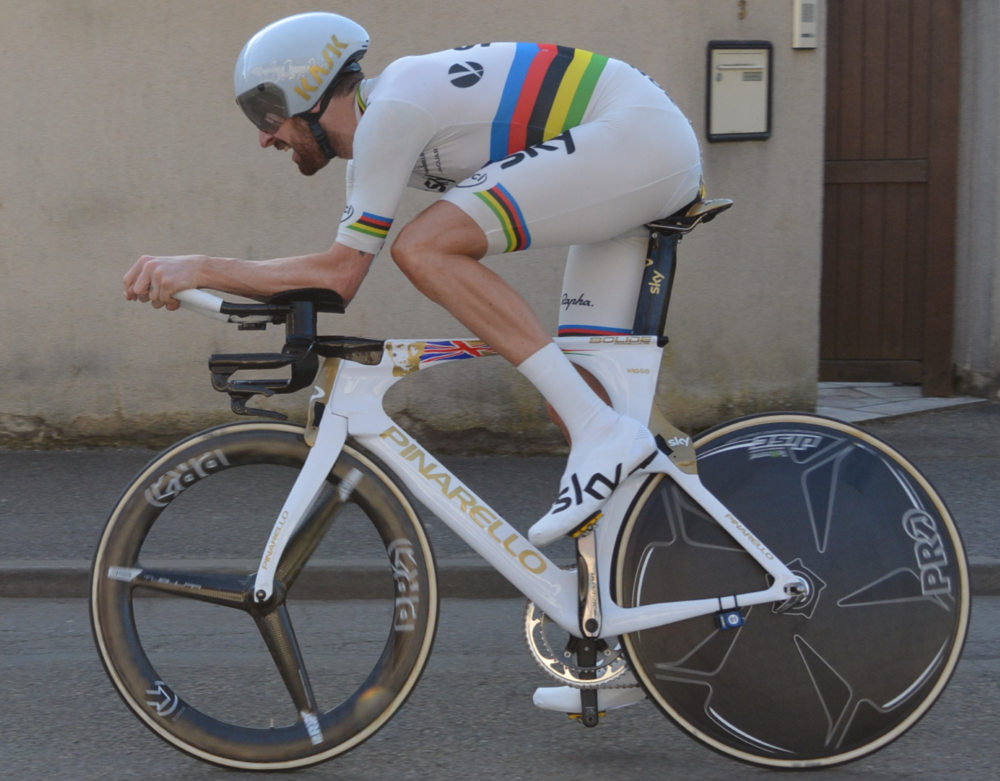
Le champion du monde 2014 Bradley Wiggins avec le maillot arc-en-ciel.

Jusqu'à la création du championnat du monde du contre-la-montre en 1994, le Grand Prix des Nations est la course contre la montre qui faisait référence pour l'effort solitaire. L'épreuve se disputait sur 70 à 140 kilomètres selon les années et les plus grands champions l'ont remporté. Plus généralement, avant 1994, les cyclistes vainqueurs des épreuves chronométrées des grands tours étaient considérés comme les meilleurs rouleurs du peloton. 
La première épreuve aux championnats du monde sur route 1994 à Agrigente, en Italie, est remportée par le cycliste britannique Chris Boardman, devant le local Andrea Chiurato. Le vainqueur du Tour de France Miguel Indurain s'adjuge l'épreuve l'année suivante, en battant son compatriote espagnol Abraham Olano de quarante-neuf secondes. Alex Zülle, vainqueur du Tour d'Espagne 1996, gagne le maillot arc-en-ciel dans son pays d'origine, devant Boardman et son compatriote suisse Tony Rominger. L'année suivante, le Français Laurent Jalabert bat l'Ukrainien Serhiy Honchar de trois secondes à Saint-Sébastien. Olano remporte l'épreuve en 1998 devant son compatriote Melchor Mauri par trente-sept secondes et devient le premier coureur à avoir été champion du monde sur route et en contre la montre.
L'Allemand Jan Ullrich gagne l'épreuve en 1999, en battant le coureur suédois Michael Andersson, par quatorze secondes, sur 50,8 kilomètres autour de Trévise. Ullrich ne défend pas son titre aux championnats du monde 2000 à Plouay et Honchar s'empare du titre mondial en son absence, en battant de dix secondes le compatriote d'Ullrich Michael Rich. À l'issue de la course, l'Ukrainien s'est déclaré heureux de remporter l'événement après ses podiums précédents : « Je suis vraiment satisfait, après l'argent et le bronze, j'ai enfin eu mon championnat du monde ». Ullrich revient l'année suivante et récupère le maillot arc-en-ciel, battant David Millar de six secondes à Lisbonne. Ullrich décide une nouvelle fois de ne pas défendre de son titre en 2002, laissant Santiago Botero devenir le premier Colombien à remporter une médaille d'or au championnat du monde. Millar remporte la compétition en 2003, cependant, il perd son titre un an plus tard après avoir été jugé coupable de dopage. Initialement deuxième, Michael Rogers récupère ensuite la victoire. Il devance finalement pour seulement 56 centièmes l'Allemand Uwe Peschel, soit le plus petit écart de l'histoire entre les deux premiers.
Rogers conserve son titre les deux années suivantes, devançant Rich de une minute et douze secondes en 2004 et l'Espagnol José Iván Gutiérrez par vingt-trois secondes en 2005. Le règne de Rogers prend fin l'année suivante lorsque le Suisse Fabian Cancellara s'adjuge la victoire à Salzbourg, une minute et dix-huit secondes d'avance sur l'Américain David Zabriskie. Le Suisse défend avec succès son titre en 2007, terminant devant le Hongrois László Bodrogi et le Néerlandais Stef Clement. L'Allemand Bert Grabsch prend la succession de Cancellara, absent de l'événement en 2008 à Varèse, en remportant le titre devant le Canadien Svein Tuft et Zabriskie. Cancellara récupère son titre en 2009 après avoir battu le Suédois Gustav Erik Larsson de l'Allemand Tony Martin à Mendrisio. Il remporte le titre mondial du contre-la-montre pour la quatrième fois l'année suivante, nouveau record. Il devance Millar et Martin respectivement deuxième et troisième. Arrivé avec une forme incertaine, Cancellara déclare à l'arrivée de sa quatrième victoire : « Il s'agit peut-être de la plus difficile de mes victoires parce que je n'étais pas sûr de ma condition physique en arrivant ici. »,.
Après deux troisièmes places consécutives, Martin s'octroie son premier titre en 2011, en battant Bradley Wiggins et le champion en titre Cancellara par plus d'une minute. Il conserve le maillot arc en ciel, l'année suivante. Cependant, sa marge de victoire a considérablement diminué, puisqu'il bat l'Américain Taylor Phinney de cinq secondes. En 2013, Martin remporte l'épreuve pour la troisième fois consécutive, de nouveau devant Wiggins et Cancellara. Après deux places de deuxième, Wiggins empêche la quatrième victoire consécutive de Martin la saison suivante, en s'adjugeant le titre mondial pour la première fois. Wiggins décide de ne pas défendre son titre en 2015, se concentrant plutôt sur le record de l'heure. En son absence, le titre revient au Biélorusse Vasil Kiryienka, arrivé troisième en 2012. Il devance l'Italien Adriano Malori et Jérôme Coppel qui est le deuxième français à atteindre le podium après le titre de Jalabert en 1997. 
En 2016, l'Allemand Tony Martin reconquiert largement le titre pour la quatrième fois de sa carrière. Il égale ainsi le record de Cancellara et son nombre de médailles (4 titres et 7 médailles chacun). L'année suivante, c'est Tom Dumoulin qui remporte l'épreuve lui qui en avait fait un objectif majeur pour sa carrière.
Tom Dumoulin ne parvient pas a conserver son titre puisqu'il est battu par l'Australien Rohan Dennis. Ce dernier conserve son titre en 2019 également.
En 2020, c'est son coéquipier de chez Ineos, l'Italien Filippo Ganna qui inscrit son nom au palmarès deux fois d'affilée, notamment lors d'un contre la montre ultra serré en 2021 avec seulement 6 secondes d'écart entre lui et Wout van Aert.
En 2022, le résultat est encore plus serré puisque Tobias Foss s'impose pour 3 secondes face au Suisse Stefan Küng et 9 secondes face à Remco Evenepoel. Ce même Remco Evenepoel domine le chrono de 2023 et devient le 2e coureur a réaliser le doublé course en ligne-contre la montre, 25 ans après Abraham Olano. Il conserve son titre l'année suivante en battant une nouvelle fois Filippo Ganna.

## Palmarès

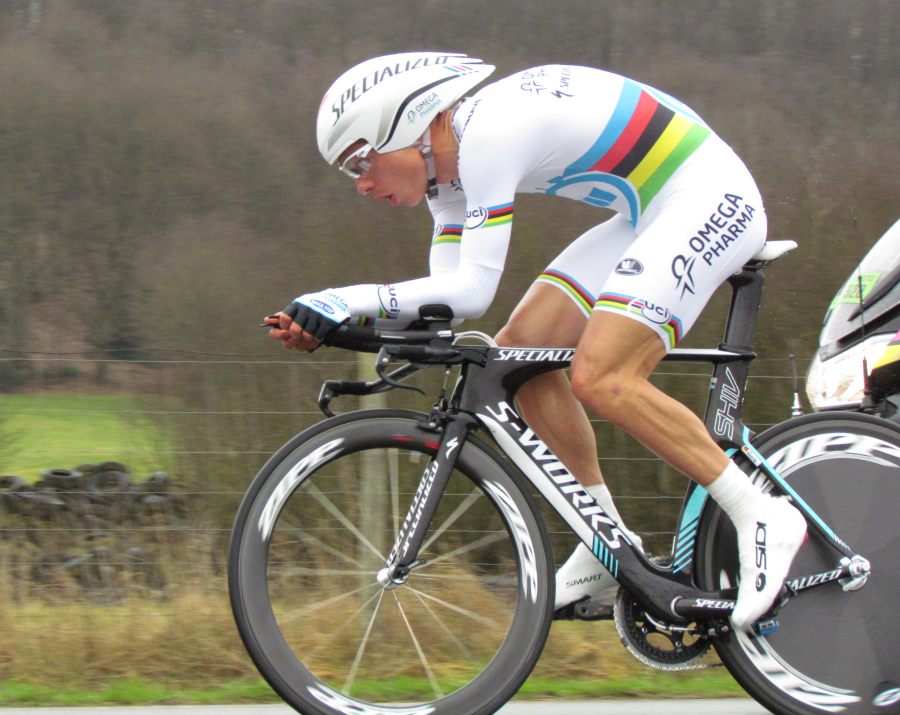
Tony Martin avec le maillot arc-en-ciel.

| Édition | Or                    | Argent              | Bronze                    |
| ------- | --------------------- | ------------------- | ------------------------- |
| 1994    | Chris Boardman        | Andrea Chiurato     | Jan Ullrich               |
| 1995    | Miguel Indurain       | Abraham Olano       | Uwe Peschel               |
| 1996    | Alex Zülle            | Chris Boardman      | Tony Rominger             |
| 1997    | Laurent Jalabert      | Serhiy Honchar      | Chris Boardman            |
| 1998    | Abraham Olano         | Melchor Mauri       | Serhiy Honchar            |
| 1999    | Jan Ullrich           | Michael Andersson   | Chris Boardman            |
| 2000    | Serhiy Honchar        | Michael Rich        | László Bodrogi            |
| 2001    | Jan Ullrich (2)       | David Millar        | Santiago Botero           |
| 2002    | Santiago Botero       | Michael Rich        | Igor González de Galdeano |
| 2003    | Michael Rogers        | Uwe Peschel         | Michael Rich              |
| 2004    | Michael Rogers (2)    | Michael Rich        | Alexandre Vinokourov      |
| 2005    | Michael Rogers (3)    | José Iván Gutiérrez | Fabian Cancellara         |
| 2006    | Fabian Cancellara     | David Zabriskie     | Alexandre Vinokourov      |
| 2007    | Fabian Cancellara (2) | László Bodrogi      | Stef Clement              |
| 2008    | Bert Grabsch          | Svein Tuft          | David Zabriskie           |
| 2009    | Fabian Cancellara (3) | Gustav Larsson      | Tony Martin               |
| 2010    | Fabian Cancellara (4) | David Millar        | Tony Martin               |
| 2011    | Tony Martin           | Bradley Wiggins     | Fabian Cancellara         |
| 2012    | Tony Martin (2)       | Taylor Phinney      | Vasil Kiryienka           |
| 2013    | Tony Martin (3)       | Bradley Wiggins     | Fabian Cancellara         |
| 2014    | Bradley Wiggins       | Tony Martin         | Tom Dumoulin              |
| 2015    | Vasil Kiryienka       | Adriano Malori      | Jérôme Coppel             |
| 2016    | Tony Martin (4)       | Vasil Kiryienka     | Jonathan Castroviejo      |
| 2017    | Tom Dumoulin          | Primož Roglič       | Christopher Froome        |
| 2018    | Rohan Dennis          | Tom Dumoulin        | Victor Campenaerts        |
| 2019    | Rohan Dennis (2)      | Remco Evenepoel     | Filippo Ganna             |
| 2020    | Filippo Ganna         | Wout van Aert       | Stefan Küng               |
| 2021    | Filippo Ganna (2)     | Wout van Aert       | Remco Evenepoel           |
| 2022    | Tobias Foss           | Stefan Küng         | Remco Evenepoel           |
| 2023    | Remco Evenepoel       | Filippo Ganna       | Joshua Tarling            |
| 2024    | Remco Evenepoel (2)   | Filippo Ganna       | Edoardo Affini            |

## Statistiques

### Par coureur

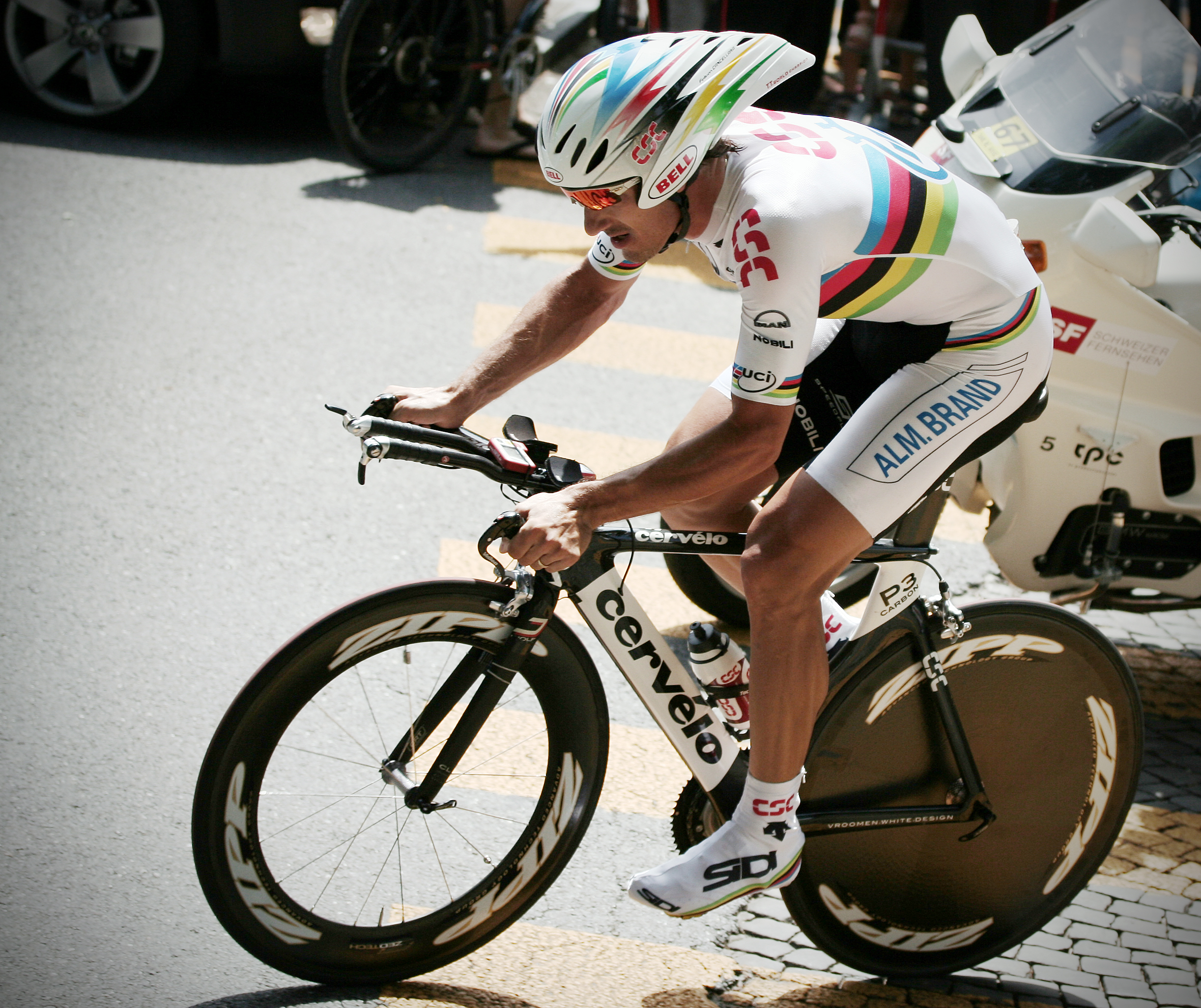
Fabian Cancellara revêtu du maillot de champion du monde, lors du Tour de Suisse 2007

| #  | Cycliste          | Pays            | Médaille d'or, Coupe du Monde | Médaille d'argent, Coupe du Monde | Médaille de bronze, Coupe du Monde | Total |
| -- | ----------------- | --------------- | ----------------------------- | --------------------------------- | ---------------------------------- | ----- |
| 1  | Tony Martin       | Allemagne       | 4                             | 1                                 | 2                                  | 7     |
| 2  | Fabian Cancellara | Suisse          | 4                             | 0                                 | 3                                  | 7     |
| 3  | Michael Rogers    | Australie       | 3                             | 0                                 | 0                                  | 3     |
| 4  | Filippo Ganna     | Italie          | 2                             | 2                                 | 1                                  | 5     |
| 5  | Remco Evenepoel   | Belgique        | 2                             | 1                                 | 2                                  | 5     |
| 6  | Jan Ullrich       | Allemagne       | 2                             | 0                                 | 1                                  | 3     |
| 7  | Rohan Dennis      | Australie       | 2                             | 0                                 | 0                                  | 2     |
| 8  | Bradley Wiggins   | Grande-Bretagne | 1                             | 2                                 | 0                                  | 3     |
| 9  | Chris Boardman    | Grande-Bretagne | 1                             | 1                                 | 2                                  | 4     |
| 10 | Tom Dumoulin      | Pays-Bas        | 1                             | 1                                 | 1                                  | 3     |
| 10 | Serhiy Honchar    | Ukraine         | 1                             | 1                                 | 1                                  | 3     |
| 10 | Vasil Kiryienka   | Biélorussie     | 1                             | 1                                 | 1                                  | 3     |

### Tableau des médailles
| Rang  | Nation          | Or | Argent | Bronze | Total |
| ----- | --------------- | -- | ------ | ------ | ----- |
| 1     | Allemagne       | 7  | 5      | 5      | 17    |
| 2     | Suisse          | 5  | 1      | 5      | 11    |
| 3     | Australie       | 5  | 0      | 0      | 5     |
| 4     | Grande-Bretagne | 2  | 5      | 4      | 11    |
| 5     | Italie          | 2  | 4      | 2      | 8     |
| 6     | Belgique        | 2  | 3      | 3      | 8     |
| 7     | Espagne         | 2  | 3      | 2      | 7     |
| 8     | Pays-Bas        | 1  | 1      | 2      | 4     |
| 9     | Biélorussie     | 1  | 1      | 1      | 3     |
| 9     | Ukraine         | 1  | 1      | 1      | 3     |
| 11    | Colombie        | 1  | 0      | 1      | 2     |
| 11    | France          | 1  | 0      | 1      | 2     |
| 13    | Norvège         | 1  | 0      | 0      | 1     |
| 14    | États-Unis      | 0  | 2      | 1      | 3     |
| 15    | Suède           | 0  | 2      | 0      | 2     |
| 16    | Hongrie         | 0  | 1      | 1      | 2     |
| 17    | Canada          | 0  | 1      | 0      | 1     |
| 17    | Slovénie        | 0  | 1      | 0      | 1     |
| 19    | Kazakhstan      | 0  | 0      | 2      | 2     |
| Total | Total           | 31 | 31     | 31     | 93    |